# Acanthosaura armata
Acanthosaura armata is een hagedis uit de familie agamen (Agamidae).

## Naam en indeling
Het is een van de hoekkopagamen uit het geslacht Acanthosaura. De wetenschappelijke naam van de groep werd voor het eerst voorgesteld door John Edward Gray in 1827. Oorspronkelijk werd de naam Agama armata gebruikt. De hagedis behoorde lange tijd tot het geslacht van de echte agamen (Agama) en werd later tot de geslachten Goniocephalus en Lophyurus gerekend.
De soortaanduiding armata betekent vrij vertaald 'gewapend'.

## Uiterlijke kenmerken
De mannetjes bereiken een totale lichaamslengte van ongeveer 30 centimeter. De lichaamslengte is ongeveer twaalf centimeter en de staart is bijna twee keer zo lang. De vrouwtjes blijven kleiner rond de 20 cm. De kleur is grijsbruin tot beige of heldergroen met een lichter luipaardpatroon hoewel egale exemplaren soms ook voorkomen. De poten en staart zijn grijsbruin van kleur. De staartbasis is bij mannetjes duidelijk verdikt. Vrouwtjes hebben vaak een vlektekening van kleine spikkeltjes, de juvenielen zijn meestal roodbruin van kleur. Acanthosaura armata heeft een kleine rugkam van de staart tot het midden van de rug, waarna richting de kop deze stekels zeer lang, scherp en soms roodgekleurd zijn.
Vlak achter ieder oog is een stekel aanwezig die schuin naar achteren steekt, bij deze soort zijn deze duidelijk langer en dunner, en oudere dieren krijgen door deze stekels een wat 'duivels' uiterlijk omdat de stekels op hoorns lijken. Bij de mannetjes zit er boven op de oogrand een soort verharde kam waaraan ze te onderscheiden zijn en ook een keelzak is aanwezig. Deze wordt gebruikt om af te schrikken, ook maakt de agame sissende geluiden en bijt meteen als hij wordt vastgepakt.

## Levenswijze
Het is een klimmende soort die de hele dag zont of over de takken klautert en jaagt op insecten en andere kleine dieren. Vanwege de grootte worden ook grotere prooien gegeten zoals muizen en kikkers.

## Verspreiding en habitat
Acanthosaura armata komt voor in delen van Zuidoost-Azië en leeft in de landen China, Indonesië, Maleisië, Myanmar en Thailand.
De habitat bestaat uit tropische en subtropische bossen. De agame is een boombewoner die veel klimt.